# Estación de Guarda
La Estación Ferroviaria de Guarda, más conocida como Estación de Guarda, es una plataforma de las líneas de Beira Alta y Beira Baixa, que sirve al Ayuntamiento de Guarda, en Portugal. Fue inaugurada, como parte de la línea de Beira Alta, el 3 de agosto de 1882, siendo la conexión a la línea de Beira Alta concretada el 11 de mayo de 1893.

## Descripción

### Localización y accesos
Se encuentra en frente de la Avenida 1.º de diciembre, junto a la localidad de Guarda.

### Vías y plataformas
Presentaba, en enero de 2011, cuatro vías de circulación, con longitudes entre los 386 y 636 metros; las primeras tres líneas eran servidas por plataformas, teniendo todas cerca de 400 metros de extensión, y 70 centímetros de altura.

## Historia

### Inauguración
Esta plataforma se encuentra en el tramo entre las estaciones de Pampilhosa y Vilar Formoso de la línea de Beira Alta, que entró en servicio, de forma provisional, el 1 de julio de 1882, siendo la línea totalmente inaugurada, entre Figueira da Foz y la frontera con España, el 3 de agosto del mismo año, por la Compañía de los Caminhos de Ferro Portugueses de Beira Alta.

### Conexión a la línea de Beira Baixa
El tramo entre esta estación y Covilhã, por la línea de Beira Baixa, fue inaugurada el 11 de mayo de 1893. La ceremonia de inauguración fue bastante modesta, habiéndose realizado un servicio especial, con varios invitados, incluyendo el Ministro de Obras Públicas, Comercio y Industria, Bernardino Machado, entre Rossio y Guarda; siendo recibidos, en la estación, por varios miembros de las autoridades civiles y militares, y tocando una banda militar O Hino da Carta. Seguido de una visita a pie a la nueva línea, pero se canceló una excursión programada a la ciudad de Guarda debido a la falta de transportes, indispensables para cubrir los cerca de 5 kilómetros de camino que separaban la estación de la localidad. Después del almuerzo, realizado en el almacén de mercancías, la composición partió hacia Covilhã, donde continuó la ceremonia de inauguración.

### SigloXX
En 1932, los Servicios de Tracción y Vía de la Compañía de los Caminhos de Ferro Portugueses de Beira Alta ejecutaron obras de modificación en el suelo de las plataformas entre las vías, y, en el mismo año, la Compañía de los Caminhos de Ferro Portugueses mejoró y amplió su dormitorio en esta estación, pasando a tener una capacidad de 24 camas. En 1933, el Servicio de Material y Tracción de la Compañía de Beira Alta preparó los planos para la adaptación de esta plataforma a la iluminación eléctrica; fueron, igualmente, realizadas obras de reparación en el restaurante y hotel, instaladas canalizaciones para agua, y construyendo un dormitorio para el personal. A finales del mismo año, la Compañía pretendía ampliar esta estación.
En 1994, era servida por convoyes de tipo Regional con auto-expresso, que unían esta plataforma con Lisboa.